# جزیره گیاهان

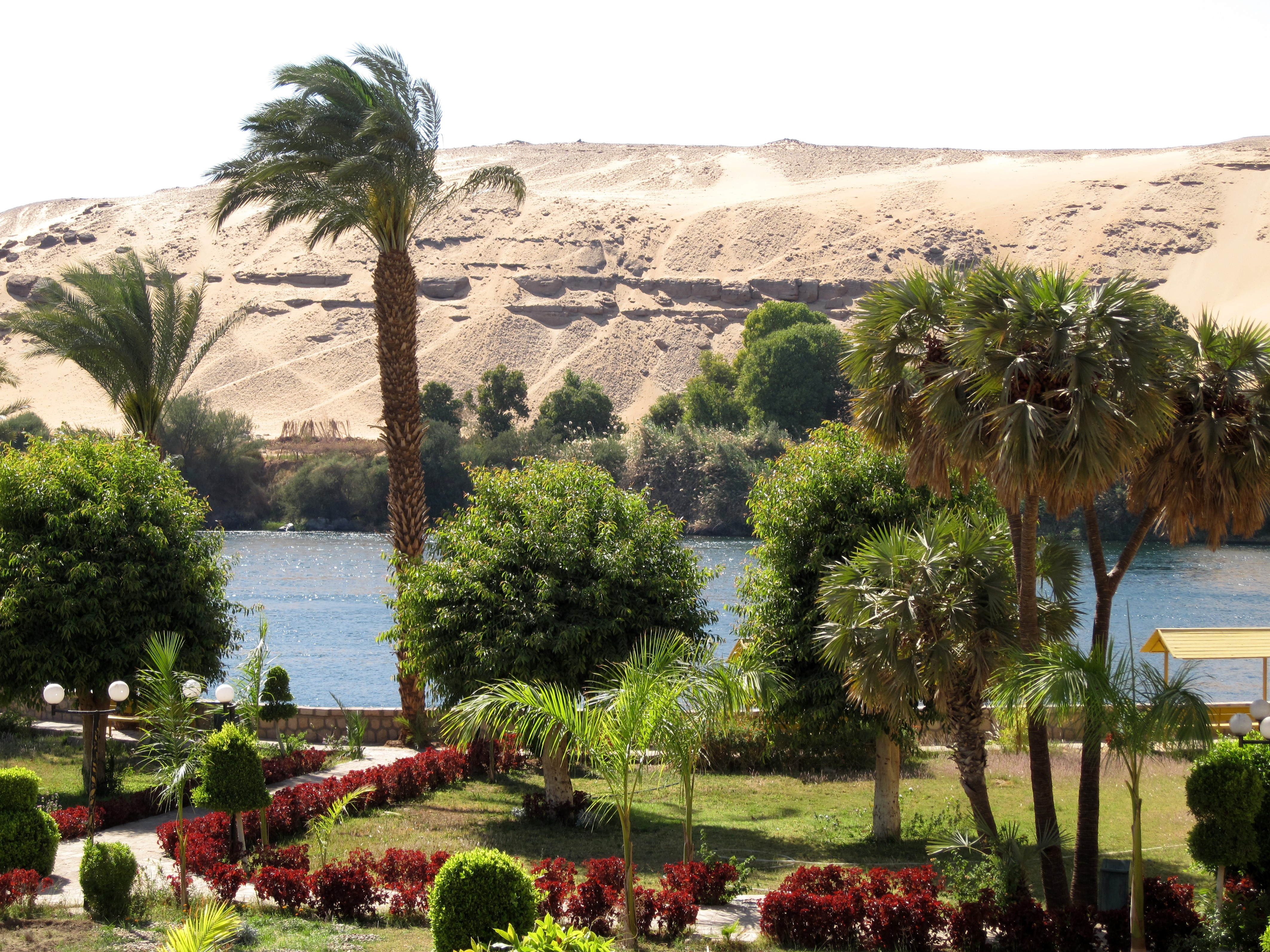
منظره در جزیره از سمت اسوان و ساحل غربی نیل

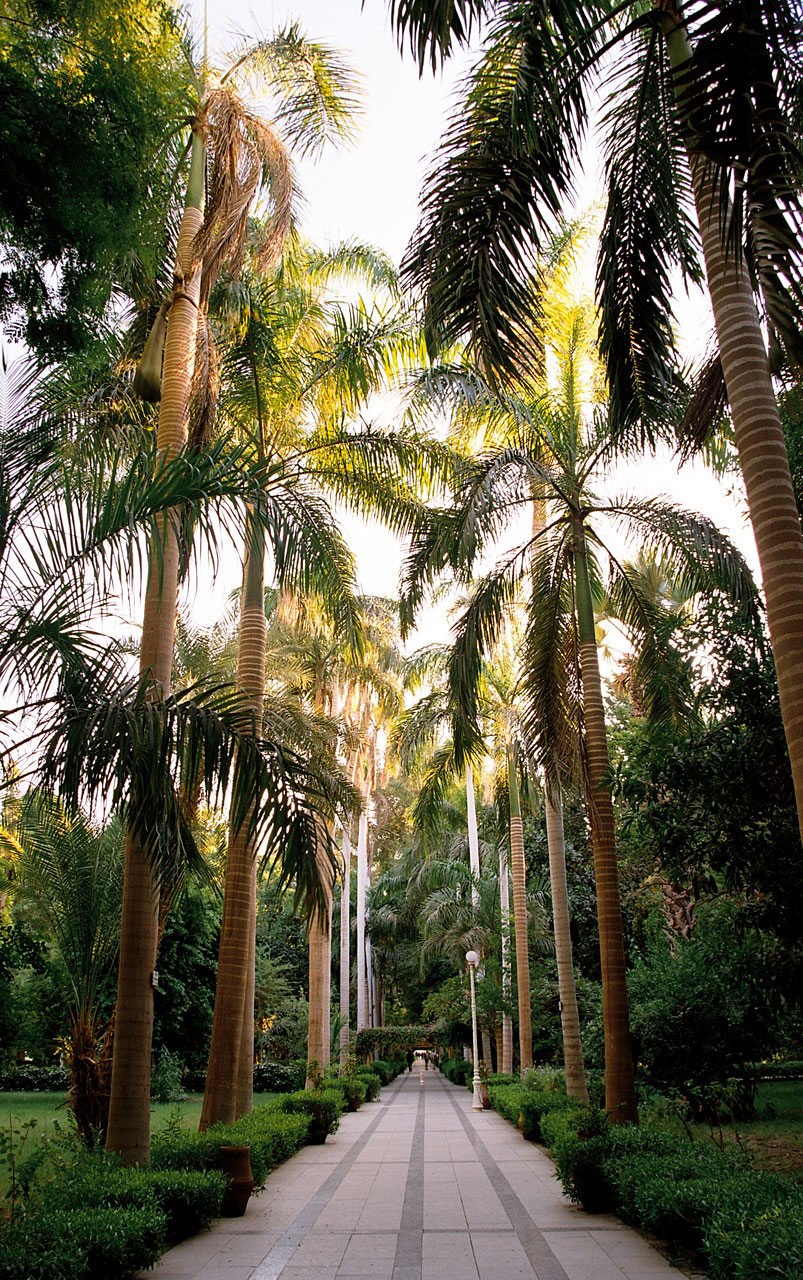
درختچه‌های نخل (خیابان (منظر))، در باغ گیاهان اسوان

جزیره گیاهان (عربی: جزيرة النباتات) یکی از مهمترین جاذبه‌های گردشگری در شهر اسوان مصر است که یکی از قدیمی‌ترین باغ‌های جهان است، باغ گیاهان اسوان در یک جزیره کامل قرار دارد. گیاهان این جزیره شامل بسیاری از درختان و گیاهان کمیاب است. این جزیره میزبان چندین شخصیت برجسته تاریخی بوده‌است که مهمترین آنها: نهرو، نخست‌وزیر هند، یوسیپ بروز تیتو، رئیس‌جمهور یوگسلاوی و همچنین ملکه الیزابت انگلیس از این جزیره دیدار داشته‌است.

## تاریخچه
در ابتدا این شهر اقامتگاه نوبی‌ها بود و باغ ناترون نامیده می‌شد، بعدها انگلیسی‌ها در اواخر قرن نوزدهم به عنوان پایگاه نظامی مورد استفاده قرار دادند و جزیره سرادار نام گرفت، اما پادشاه فؤاد اول نام جزیره را دوباره به جزیره شاه تغییر داد، تا اینکه در انقلاب مصر در ژوئیه سال ۱۹۵۲ رئیس‌جمهور فقید جمال عبدالناصر دستور داد به جزیره گیاهان تغییر نام دهند.

## مساحت جزیره
جزیره گیاهان در زمینی به مساحت ۱۷ هکتار بنا شده و به ۷ بخش از گیاهان بنا به نوع و شرایط نگهداری آنها در گلخانه مورد استفاده تقسیم می‌شوند که عبارتند از.
- درختان چوب: مانند آبنوس، چوب ماهون و چوب صندل.
- درختان میوه گرمسیری: مانند پاپایا و جاک‌فروت
- گیاهان دارویی و معطر مانند سیواک، میخک، هل، تمر هندی، زنجبیل، خرنوب و مرزنجوش که به مارنجام نیز معروف است.
- گیاهان ادویه: مانند فلفل و فلفل قهوه‌ای.
- گیاهان زینتی: مانند گل یاس، لاله و اسطوخودوس (سرده).
- گیاهان روغنی: مانند نخل روغنی، نخل نارگیل و درختان زیتون.
- نخل‌ها: مانند نخل گنبد، نخل نارگیل و نخل خرما.

## ساختار
راهروهای پوشیده از گرانیت جدا کننده‌ای بین بخش‌های مختلف باغ به حساب می‌آید که نخل‌ها در دو طرف این راهروها قرار دارند. پس از تأسیس موزه گیاه‌شناسی و آبزیان در این جزیره اینجا را مقصدی برای همه علاقه‌مندان به مطالعه زمین‌شناسی و زیست‌شناسی باستانی تبدیل کرد، به خصوص که یک مرکز تحقیقاتی تخصصی و علمی در این رابطه در اینجا وجود دارد.

## نگارخانه

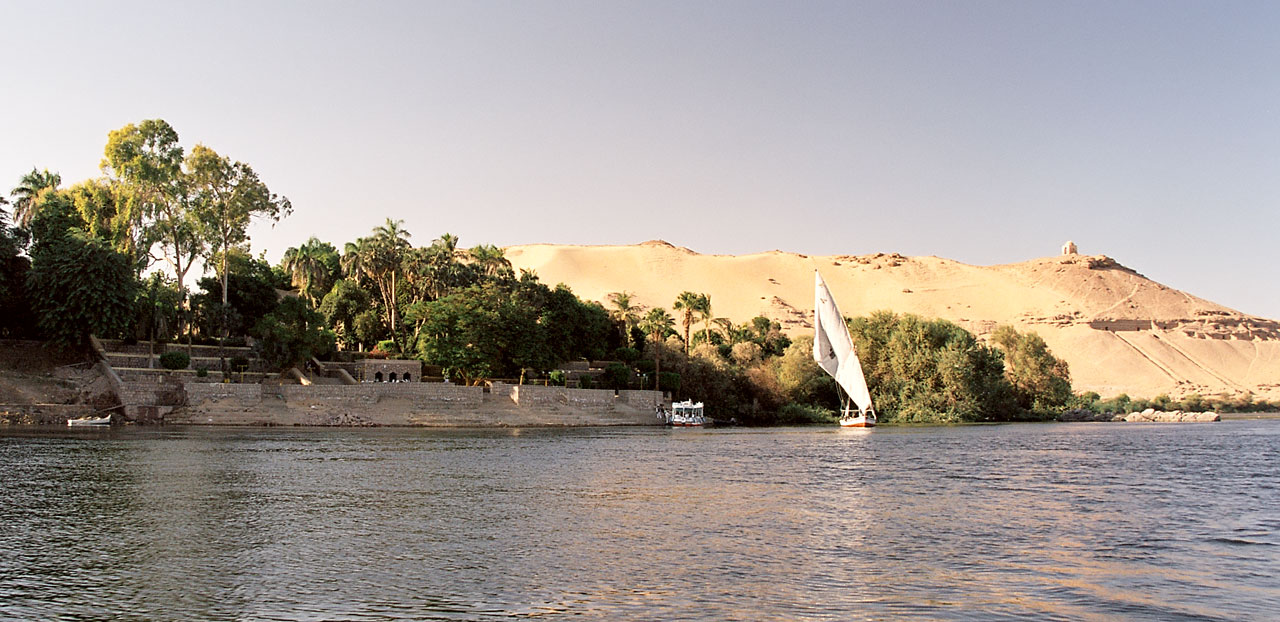
نمایی از اسکله ورودی به داخل دریاچه در جزیره گیاهان
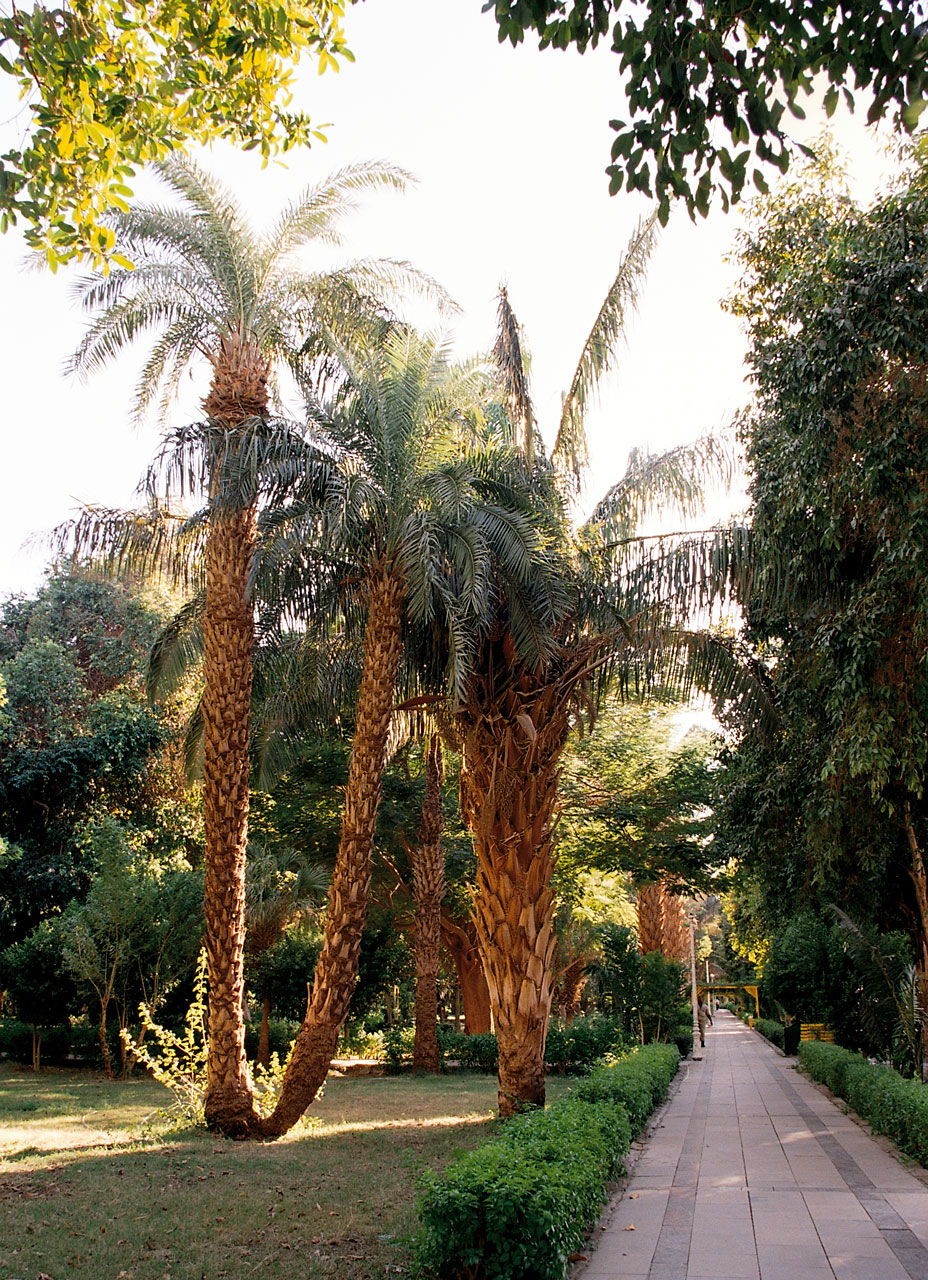
درختان نخل در باغ گیاه‌شناسی اسوان
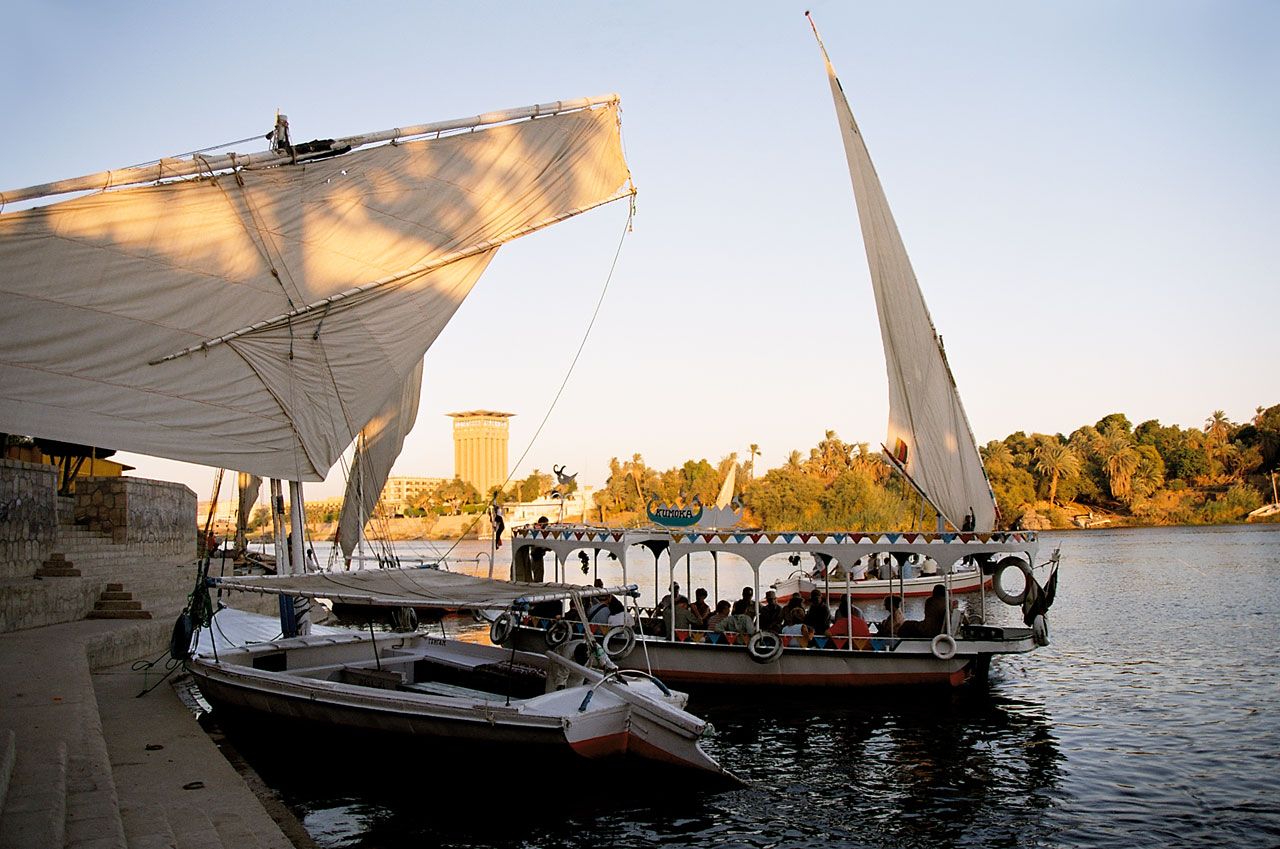
یک اسکله فلکه‌ای از راه دور در جزیره گیاهان
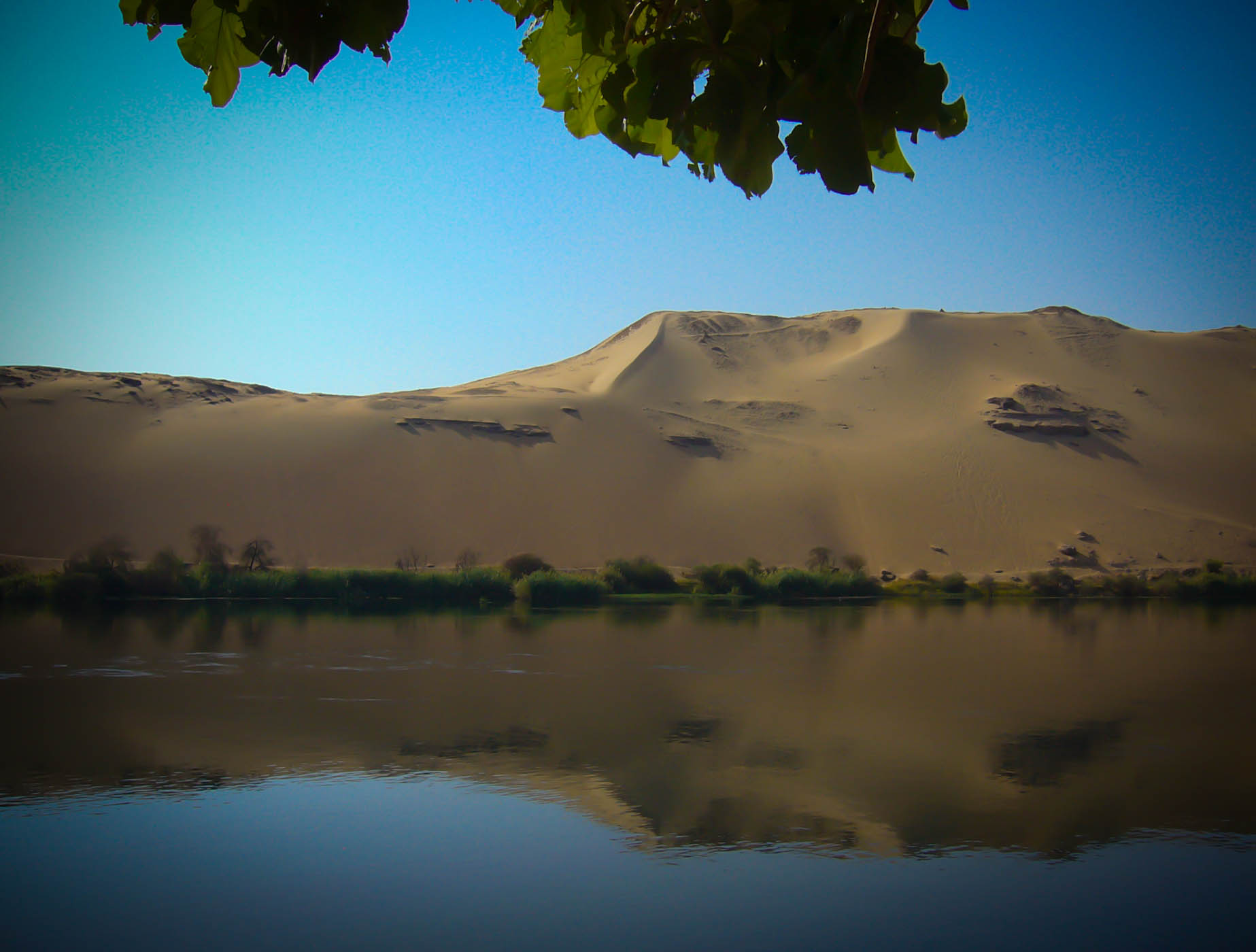
نمایی از ساحل غربی رود نیل از جزیره گیاهان